# Amar Kabrane
Amar Kabrane (en arabe : عمر كابران), né le 22 mars 1964, est un footballeur international algérien, évoluant au poste de milieu de terrain,,.

## Biographie
Le joueur s'est distingué avec son premier club le MB Tablat (D2 algérienne) sous la houlette de l’entraîneur Noureddine Saâdi, à l'époque ce qui lui va permettre de rejoindre les rangs du CR Belouizdad, lors de l'été 1986.
Kabrane s'est encore distingué lors de sa première saison (1986-87) en marquant 15 buts et en se classant en 3e meilleur buteur du championnat derrière El Hadi Khelili (17 buts) du RCM Relizane et Noureddine Azza (16 buts) du Chlef SO, ce qui va lui permettre d'être convoqué en Équipe nationale d'Algérie par l’entraîneur Guennadi Rogov.
Le joueur aura dans son palmarès 9 matchs et 1 but avec la sélection.
La saison suivante sera marquée par le plus mauvais résultat du CRB (relégation historique en D2) et la défaite en finale de la Coupe d'Algérie 1988 face au voisin algérois de l'USM Alger par penaltys (où Kabrane rate le 5e tir) dans une première pour l’histoire du CRB.
Cela va pousser le joueur à quitter le club vers son voisin, l'USM Alger, où il réalise des saisons moyennes, mais sera une fois de plus présent lors de la relégation de ce club vers la D2 en 1990.
En 1992, Kabrane revient au CR Belouizdad, mais ayant passé une saison mouvementée et marqué que quelques buts, il est contraint de quitter le club en fin de saison pour l'OM Médéa (pensionnaire de la D2 algérienne à l'époque).
Avec ce club, Kabrane entrera dans son histoire doré, ou il sera artisan de sa plus grande performance en arrivant à la finale de la Coupe d'Algérie 1995 perdue encore une fois face à son ancien club CR Belouizdad, puis en jouant la prestigieuse Coupe arabe des vainqueurs de coupe de football organisée en Jordanie, le club fût éliminé en demi-finale.

## Palmarès
- Finaliste de la Coupe d'Algérie en 1988 avec le CR Belouizdad.
- Finaliste de la Coupe d'Algérie en 1995 avec l'OM Médéa.